# アドルフ・ダニエル・エドワード・エルマー
アドルフ・ダニエル・エドワード・エルマー（Adolph Daniel Edward Elmer; 1870年6月14日-1942年）はアメリカ合衆国の植物学者・植物収集家である。主にフィリピンで活動し、彼が同地で採取した植物は自他問わず数多くの新種として記載が行われたが、旧日本軍がフィリピンへ侵攻した際に民間人用の収容所へ入れられ、そこで命を落とした。

## 生涯と業績
エルマーは1870年6月14日にアメリカ合衆国のウィスコンシン州ヴァン・ダイン（Van Dyne）で父ジェイコブ・ヴァン・ダイン（Jacob Van Dyne）と母アルヴィナ・エルマー（Alvina Elmer）のもとに生まれた。1899年にワシントン州立大学を卒業し、1903年（あるいは1904年）にはスタンフォード大学で修士号を得た。1896年から修士号を得るまでの間はアメリカ合衆国西部（特にカリフォルニア州）で数多くの植物を採取していたが、やがて植物の新種記載も行い始め、雑誌 Botanical Gazette の若い巻号に彼の名が見える（例: 1903年の第36巻におけるイネ科の Festuca idahoensis など）。エルマーは1904年以降には当時米国の占領下にあったフィリピンのマニラへと赴いたが、最終的に亡くなるまで同地に定住することとなった。1904年から1927年にかけてフィリピンで大規模な植物採取活動を行い、ボルネオ島でも同様の活動を行った。イギリスの生物学者アルバート・ウィリアム・クリスチャン・セオドア・ヘレ（Albert William Christian Theodore Herre）によると、米国の植物学者エルマー・ドリュー・メリルはアドルフ・ダニエル・エドワード・エルマーのことを第二次世界大戦が開戦するまでフィリピンや東南アジアで働いた植物収集家としては最も優れた人物であると考えており、その証明となるのが Merrill (1929) である。エルマーは1906年から1939年にかけて刊行された雑誌 Leaflets of Philippine Botany の編集者でもあり、その中で多くの植物（1500を超える分類群）の記載を行った。

## 死
アドルフ・ダニエル・エドワード・エルマーは妻エマ・オスターマン・エルマー（Emma Osterman Elmer、ネブラスカ州アーリントン（Arlington）出身、1902年に彼と結婚; 1867-1956）と長年フィリピンで暮らしており、ある時帰国の準備をしていたが、その矢先に真珠湾攻撃（1941年）が起こり、結局同地に留まりそのまま旧日本軍による侵攻に巻き込まれることとなった。エルマーは侵攻開始から1年にも満たない1942年の4月17日にマニラのサント・トーマス収容所で亡くなった。ただしヘレが同収容所から解放された友人から伝え聞いた話によると、彼が亡くなったのは同年7月のことであったとされる。死因は自然死であった。フィリピン国立植物標本館には彼の非公開の模式標本も所蔵されていたが、旧日本軍による侵攻の際に失われた。エマも抑留されていたものの生き延びた。

## 遺産
以下の例のように、エルマーが採取した標本を模式標本（タイプ）として記載された種がいくつも存在する。
- Castilleja elmeri Fernald（ハマウツボ科; アメリカ合衆国ワシントン州でエルマーが採取した標本457番に基づき1898年に記載[14]、原記載文献とは別に彼への献名であると断言する資料も存在する[3]）
- Zeuxine elmeri (Ames) Ames（ラン科キヌラン属（英語版）; 最初はエルマーの採取した標本8648番に基づき1912年にオークス・エームスにより Leaflets of Philippine Botany 上で Adenostylis elmeri Ames として記載される[15]が、後にエームス自身により再分類された）
- Begonia elmeri Merr.（シュウカイドウ科シュウカイドウ属; エルマーが自身の採取した標本14183番に基づき、1915年当時既に他の学者[注 3]により記載済みであった Begonia peltata と同名で Leaflets of Philippine Botany 上に新種記載を行ってしまった[16]ため、1918年にメリルが改めて学名を与え直したもの[17]）
- Cynometra elmeri Merr.（マメ科ナムナム属（英語版）; エルマーの採取した標本に基づき、1929年にメリルが記載）[18]